# Kabong
Kabong is een bestuurslaag in het regentschap Aceh Jaya van de provincie Atjeh, Indonesië. Kabong telt 569 inwoners (volkstelling 2010).